# Championnat du Brésil de football de deuxième division 1998
Navigation
Serie B 1997 Serie B 1999
La saison 1998 de Série B est la dix-neuvième édition du championnat du Brésil de football de deuxième division, qui constitue le deuxième échelon national du football brésilien. 

## Compétition
Cette année 24 équipes participent au championnat, en fin de saison les deux premiers sont promus en  championnat du Brésil 1999.
Au premier tour les équipes sont réparties dans 4 groupes de six équipes. Les équipes se rencontrent deux fois, les quatre premiers de chaque groupe se qualifient pour le tour. Les derniers et les deux avant-derniers avec le moins de points sont reléguées en Serie C.
Au deuxième tour, les 16 équipes qualifiées disputent un huitième de finale en match aller et retour et éventuellement un match d'appui, il faut deux victoires pour se qualifier. Les huit vainqueurs disputent ensuite le troisième tour où les équipes sont répartis dans deux groupes de quatre.
Les quatre équipes restantes se retrouvent dans un groupe où elles se rencontrent deux fois, le premier est promu en championnat du Brésil 1999 avec le vice-champion.

### Tour final
| Rang | Équipe                      | Pts | J | G | N | P | Bp | Bc | Diff |
| ---- | --------------------------- | --- | - | - | - | - | -- | -- | ---- |
| 1    | Sociedade Esportiva do Gama | 10  | 6 | 2 | 4 | 0 | 10 | 6  | +4   |
| 2    | Botafogo (Ribeirão Preto)   | 9   | 6 | 2 | 3 | 1 | 9  | 5  | +4   |
| 3    | Desportiva Ferroviária      | 6   | 6 | 1 | 3 | 2 | 8  | 12 | -4   |
| 4    | Londrina Esporte Clube      | 5   | 6 | 1 | 2 | 3 | 2  | 6  | -4   |

Sociedade Esportiva do Gama gagne son premier titre de champion de deuxième division et est promu en championnat du Brésil 1999 avec le vice-champion Botafogo (Ribeirão Preto).